# Bolungarvík
Bolungarvík is een stadje in het uiterste noordwesten van IJsland vlak bij Ísafjörður. Het telt bijna 900 (2013) inwoners. Bolungarvík is al vanaf de kolonisatie van IJsland een vissersdorpje. Nu is er een goede haven, maar vroeger was het aanmeren er een hachelijke onderneming die meerdere zeelui het leven heeft gekost. Vroeger woonden er alleen in de zomermaanden enkele vissers, maar vanaf 1890 is Bolungarvík permanent bewoond, hoewel het alleen over zee bereikbaar was. In 1950 werd het plaatsje over land ontsloten. Het ligt samen met de volledige regio van de Westfjorden afgelegen van de rest van IJsland. In de zomermaanden komen er wat toeristen. Er is een camping, zwembad en een natuurhistorisch museum (met een ijsbeer) en even buiten het stadje ligt het als openluchtmuseum ingerichte nagebootste visserskamp Ósvör. Bolungarvík was ook de hoofdlocatie waar de film Nói albinói van de IJslandse regisseur Dagur Kári werd opgenomen. Het verhaal gaat over de moeilijkheden van een tiener die opgroeit in een afgelegen dorp.

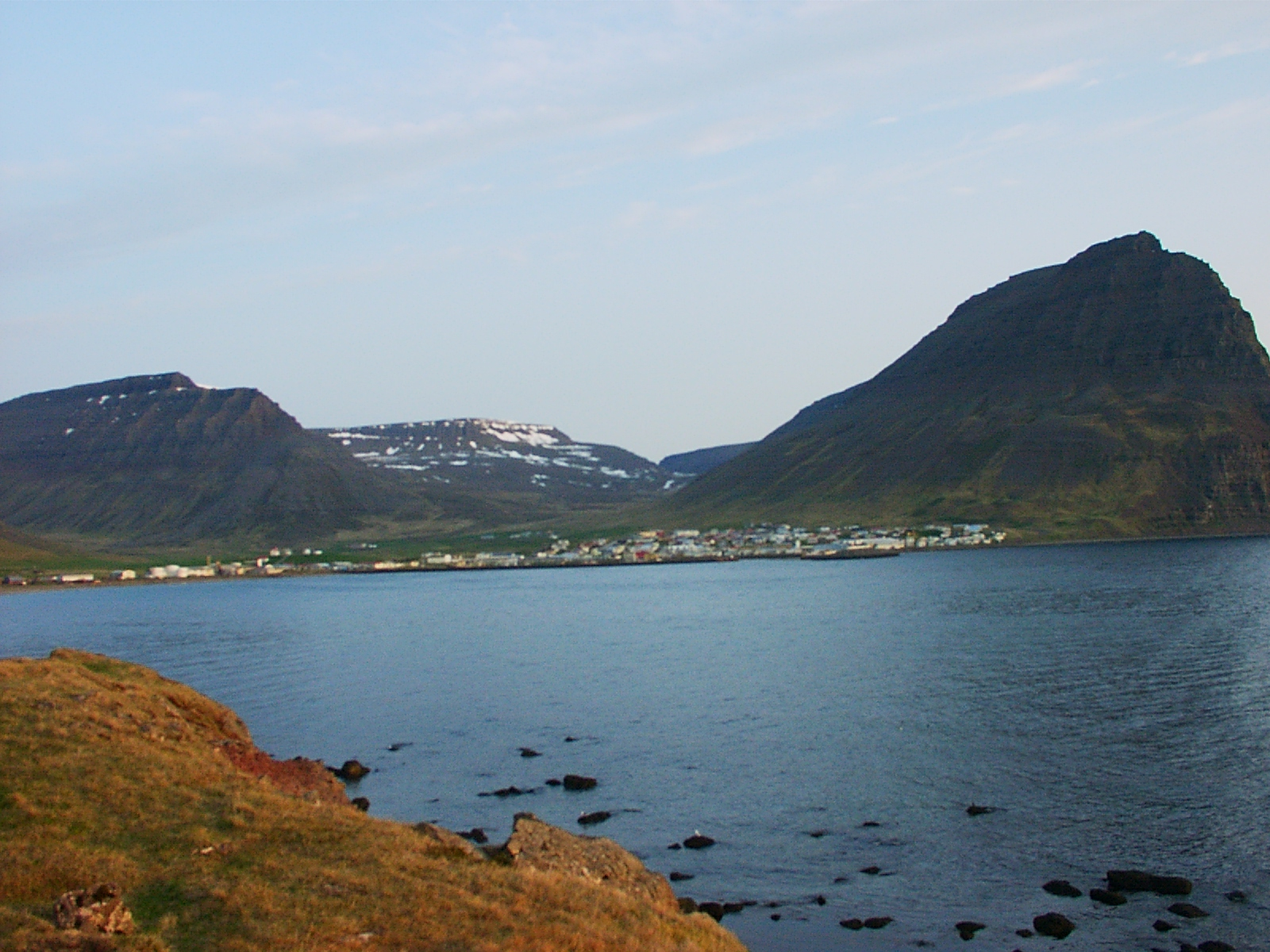
Bolungarvík van de andere kant van het fjord bekeken.
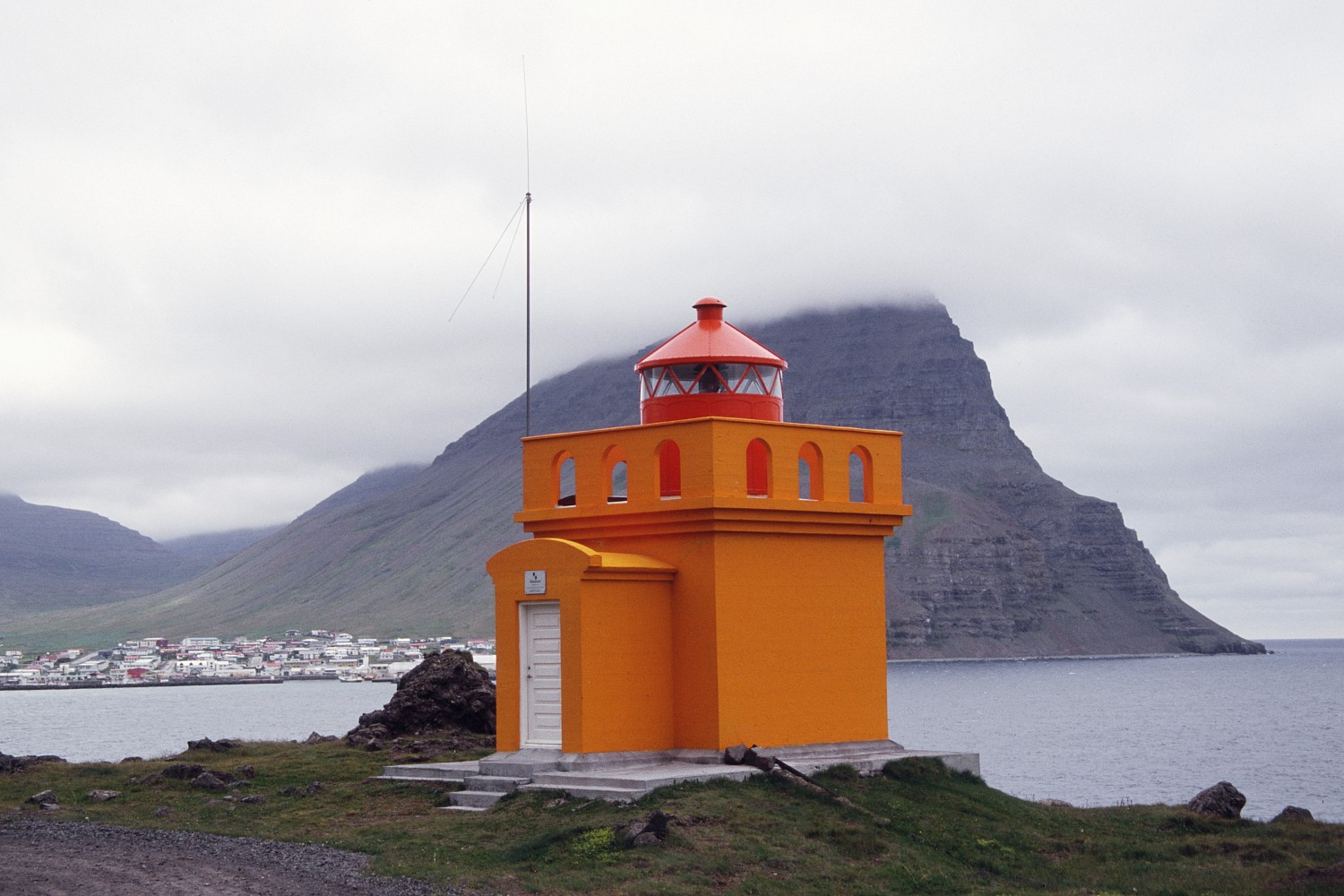
De vuurtoren in Bolungarvík Óshólaviti
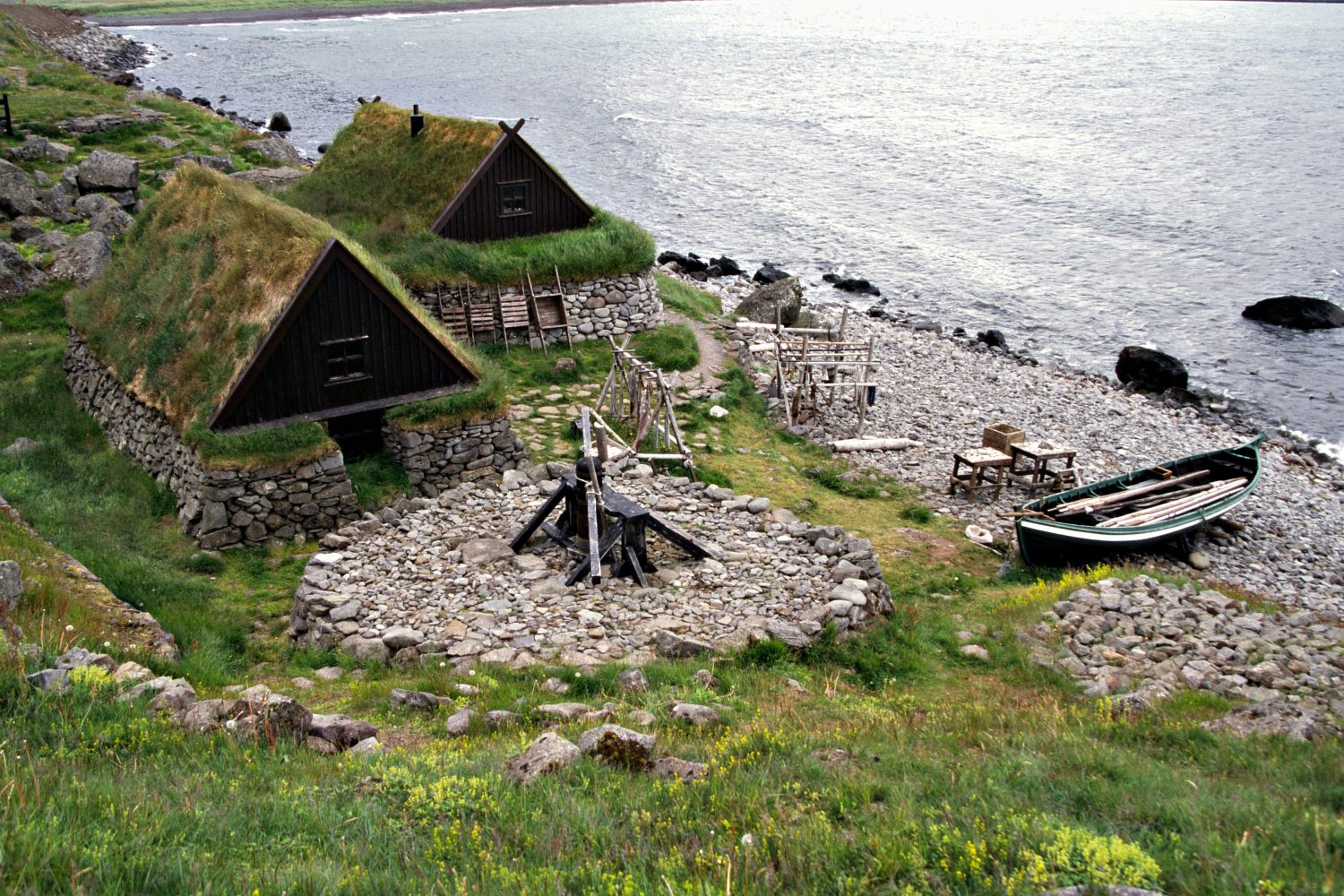
Het openluchtmuseum Ósvör